# Mildred Didrikson
Mildred Ella „Babe” Didrikson Zaharias (ur. 26 czerwca 1911 w Port Arthur, zm. 27 września 1956 w Galveston) – amerykańska wszechstronna sportsmenka.
Osiągała sukcesy w lekkoatletyce, golfie, pływaniu, skokach do wody, łyżwiarstwie, koszykówce, tenisie, baseballu i bilardzie.
Była osobą homoseksualną.

## Osiągnięcia
Wśród fanów była znana pod przydomkiem „Babe”. Zaczęła karierę sportową w wieku szesnastu lat, kiedy została zawodowym graczem baseballa. W tym samym wieku zdobyła medale w pływaniu i pobiła rekordy lekkoatletyczne konkurencji, w których trenowała.
Podczas igrzysk olimpijskich w 1932 roku w Los Angeles do zwycięstwa prowadziły Babe owacje publiczności z jej rodzinnego miasta. Zdobyła aż sześć medali, w takich dyscyplinach jak: bieg przez płotki, skok wzwyż i rzut oszczepem. Jednego dnia igrzysk olimpijskich w Los Angeles w ciągu zaledwie trzech godzin pobiła cztery rekordy świata.
W latach czterdziestych XX wieku zaczęła dominować w jeszcze jednej dyscyplinie sportowej stając się najlepiej grającą w golfa kobietą świata. W 1947 roku wygrała siedemnaście kolejnych turniejów golfowych.

## Śmierć
Babe zachorowała na raka okrężnicy i w 1953 r. przeszła poważną operację. Jednakże już w następnym roku (1954) zdołała wygrać 5 najważniejszych tytułów w golfie. Choroba postępowała i Babe zmarła w wieku 45 lat.
W 1983 r. Babe trafiła do galerii Sławnych Amerykańskich Sportowców.